# Goltziusgebouw
Het Goltziusgebouw, ook Het Goltzius genoemd, is een gemeentelijk monument in Venlo. Het gebouw was oorspronkelijk een schoolgebouw. Van 1967 tot 2000 was hier het Goltziusmuseum gevestigd (vanaf 1993 Limburgs Museum), genoemd naar de Venlose humanist Hubert Goltzius (1526-1583).

## Geschiedenis
In 1882 werd het gebouw in neorenaissancestijl opgetrokken naar het ontwerp van Johannes Kayser, die in die tijd de stadsarchitect van Venlo was. Als voorbeeld gebruikte hij de bouwstijl van het stadhuis van Venlo.
Het gebouw deed dienst als de eerste openbare lagere school. Van 1963 tot 1965 vond een verbouwing plaats waarna het in 1967 werd heropend als historisch museum onder de naam Goltziusmuseum. In 2000 verhuisde het museum naar een nieuwe locatie.